# Wame Naituvi
Pas d'image ? Cliquez ici

a Compétitions nationales et continentales officielles uniquement.

b Matchs officiels uniquement.
Dernière mise à jour le 10 avril 2025.
Wame Naituvi, né le 18 mai 1996, est un joueur fidjien de rugby à XV jouant principalement au poste d'ailier au sein du Racing 92 en Top 14 depuis 2023.

## Biographie
Joueur de rugby à XV originaire des Fidji et de la province de Nadroga, Wame Naituvi arrive en novembre 2016 au centre de formation de l'ASM Clermont,, il ne joue aucun match avec l'équipe professionnelle du club.
À partir de la saison 2017-2018, il rejoint le Stade montois en Pro D2. À la fin de sa première saison, au cours de laquelle il participe à sept matches et inscrit un essai, il prolonge avec le club landais pour trois saisons supplémentaires. Durant ses saisons au Stade montois, il enchaîne les rencontres et se montre prolifique en terme d'essais marqués.
À la fin de la saison 2021-2022, il est sur le point de rejoindre le Racing 92 à l'intersaison, mais il lui reste une année de contrat avec le Stade montois, qui refuse de le laisser partir. Le Fidjien se rend alors devant le Conseil des prud'hommes contre son club, mais n'obtient pas gain de cause, et reste encore une saison dans les Landes. Il se blesse d'ailleurs grièvement à l'épaule face au SU Agen lors de cette dernière saison, restant ainsi éloigné des terrains plusieurs mois.
Durant l'intersaison 2023, il rejoint finalement le Racing 92, où il réalise une première saison prometteuse, avec six essais en quinze matchs, mais il se rompt les ligaments croisés en huitième de finale de Champions Cup contre le Stade toulousain, mettant un terme à sa saison.
Il revient à la compétition en novembre 2024, lors d'un match face à la Section paloise.